# Los Planes, Honduras
Los Planes är en ort i Honduras.   Den ligger i departementet Departamento de La Paz, i den sydvästra delen av landet, 90 km väster om huvudstaden Tegucigalpa. Los Planes ligger 1 811 meter över havet och antalet invånare är 1 320.
Terrängen runt Los Planes är kuperad. Runt Los Planes är det ganska glesbefolkat, med 28 invånare per kvadratkilometer. Närmaste större samhälle är Marcala, 11,2 km norr om Los Planes. 